# .sc
sc. هو امتداد خاص بالعناوين الإلكترونية (نطاق) domain للمواقع التي تنتمي إلى جزر سيشل. يتم تسويق نطاقات المستوى الأعلى للشركات في اسكتلندا وولاية كارولينا الجنوبية، ومع ذلك، فإن المجالات تخضع لقواعد التسجيل في سيشيل.